# Carlo Troya
Carlo Troya (født 7. juni 1784 i Neapel, død 28. juli 1858 sammesteds) var en  italiensk historiker og politiker.
Han var fra Neapel og 1848 en tid ministerpræsident under Ferdinand II; efter den revolutionære bevægelse 1821 måtte han leve en del år i landflygtighed. Troya, der hørte til den såkaldte ny-guelfiske skole, som ville styrke pavens verdslige magt i Italien, var en dygtig historisk forsker, der også gav sig af med Dante-studier.

## Forfatterskab
- Del veltro allegorico di Dante, Firenze 1826.
- Della condizione dei Romani sotto i Longobardi, 1824.
- Storia dell' Italia nel medio evo, 10 bind, 1839 ff., nåede kun til Karl den Store
- Il Codice longobardo (efterladt værk)